# يفغيني تيششينكو
يفغيني تيششينكو (بالروسية: Тищенко, Евгений Андреевич)‏ (مواليد 15 يوليو 1991) هو ملاكم روسي، مثّل بلاده في الألعاب الأولمبية الصيفية 2016 وحقق الميدالية الذهبية في فئة الوزن الثقيل.

## روابط خارجية
يفغيني تيششينكو على موقع بوكس ريك (الإنجليزية) (registration required)
- يفغيني تيششينكو على موقع اللجنة الأولمبية الدولية (الإنجليزية)
- يفغيني تيششينكو على موقع أوليمبيديا (الإنجليزية)